# Alexander Milošević
Alexander Milosevic (Rissne, 30 de janeiro de 1992) é um futebolista sueco que joga como zagueiro. Atualmente, joga no Beşiktaş, por empréstimo do Darmstadt 98.

## Carreira
Está na Seleção Sueca de Futebol desde 2010. Ele fez parte do elenco da Seleção Sueca de Futebol nas Olimpíadas de 2016, como capitão da equipe.

## Títulos
Suécia
- Campeonato Europeu Sub-21: 2015